# Koldo Izagirre

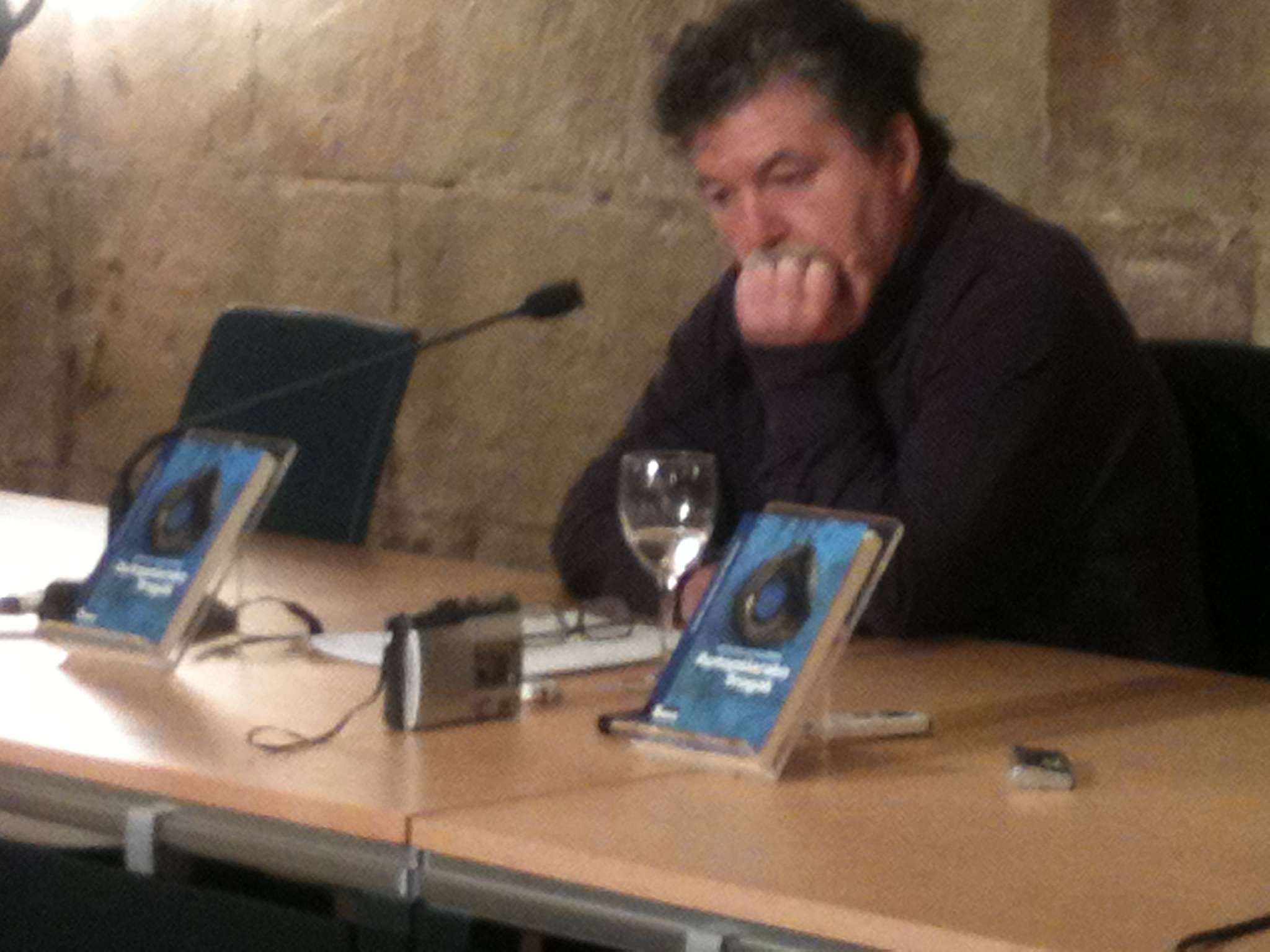
Koldo Izagirre en 2010

Koldo Izagirre Urreaga (Alza, Guipúzcoa, 21 de junio de 1953) es un escritor español en euskera, autor de numerosos artículos y guionista de televisión y cine.
Ha publicado tanto literatura para adultos como trabajos dedicados al público infantil y juvenil.
En 1978 colaboró en crear la innovadora revista literaria oh! , Euskadi que durante la década de los 80 contó con la colaboración de Bernardo Atxaga.
A Koldo Izagirre se le considera un especialista en la obra de Gabriel Aresti.

## Obra parcial.

### Poesía
- Razistak airean . 1976, Kriseilu.
- Oinaze zaharrena, 1977, Ustela saila.
- Guardasola ahantzia, 1978, Ustela Saila.
- Balizko erroten erresuma, 1989, Susa.
- Non dago Basque harbour? 1997, Susa.
- Teilatuko lizarra 2005, Susa.
- Rimmel 2006, Susa.

### Narrativa
- Euzkadi merezi zuten 1985, Hordago.
- Mecha esaten dioten agirretar baten ibili herrenak 1991, Elkar.
- Vladimir 1996, Erein.
- Nik ere Germinal! egin gura nuen aldarri 1998, Elkar (traducción catalana: Yo también hubiera querido llamar Germinal! Traducción de Luis Carmona Ortiz. Barcelona: Virus Editorial, 2006).
- Agirre zaharraren kartzelaldi berriak 1999, Elkar.
- ¿Su nahi, Mr. Churchill? 2005, Susa.

### Lingüística
- Euskal Lokuzioak, 1981, Hordago.

### Guion.
- Lazkao Txiki, 1997, EITB.

### Crónica
- Ez duk erraza, konpai 1995, Susa.
- "Merry Christmas, Panama" esan zuen heriotzak 1999, Euskaldunon Egunkaria.